# Bonanza (serial telewizyjny)
Bonanza – amerykański westernowy serial telewizyjny wyprodukowany przez telewizję NBC, opowiadający o życiu farmera Bena Cartwrighta i jego synów.

## Fabuła
Akcja rozgrywa się po wojnie secesyjnej na ranchu Bena Cartwrighta Ponderosa, położonym w stanie Nevada nad jeziorem Tahoe niedaleko Virginia City. Każdy z synów Bena miał inną matkę, ale wszystkie zmarły, a wychowaniem synów musiał się zająć samotny ojciec. Bonanza to klasyczny western obyczajowy – bohaterowie, czterej mężczyźni żyjący na samotnym ranczu na Dzikim Zachodzie, mają liczne przygody i napotykają wiele problemów, które dzielnie przezwyciężają. W swym postępowaniu kierują się niezłomnymi zasadami moralnymi, hołdując tradycyjnym wartościom: rodzinie, przyjaźni, uczciwości.

## Historia serialu
Serial był premierowo emitowany od 12 września 1959 do 16 stycznia 1973. W sumie pokazano 430 sześćdziesięciominutowych odcinków. W 1964 Bonanza była nominowana do nagrody Złotego Globu.
Serial cieszył się ogromną popularnością w Stanach Zjednoczonych, a później także w wielu innych krajach, m.in. w Polsce.
Melodię towarzyszącą czołówce filmu napisali Jay Livingston i Ray Evans. Utwór jest często wykorzystywany jako motyw muzyczny – podobnie jak konstrukcja samej czołówki: płonąca mapa, ze środka której wyjeżdżają konno główni bohaterowie.
Osiem odcinków w latach 1960–1961 wyreżyserował Robert Altman, a 336. odcinek („The Silence at Stillwater” z 1969) – Joseph Lejtes.
Po latach nakręcono filmy bazujące na popularności serialu: Bonanza: następne pokolenie (1988), Bonanza: powrót (1994), Bonanza: pod ostrzałem (1995) oraz serial Ponderosa (2001–2002), będący prequelem Bonanzy.
Ze względu na śmierć kilku aktorów serialu (Dana Blockera w 1972, Victora Sen Yunga w 1980, Lorne’a Greene’a w 1987 i Michaela Landona w 1991) widzowie zaczęli snuć teorie spiskowe o szatańskim fatum ciążącym nad Bonanzą.

## Podstawowa obsada

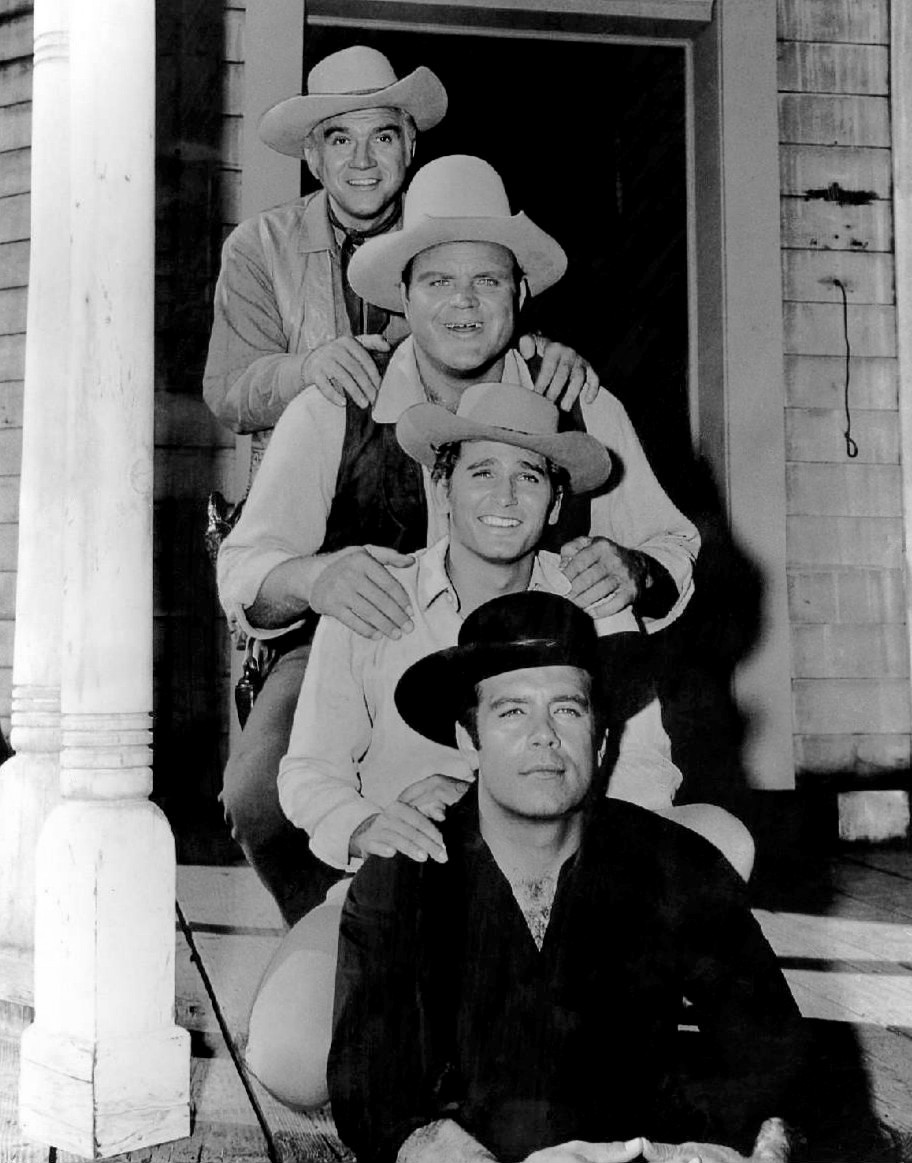
Główna obsada z 1962. Od góry Lorne Greene (Ben), Dan Blocker (Hoss), Michael Landon (Mały Joe) i Pernell Roberts (Adam)

### Obsada
- Lorne Greene – Benjamin „Ben” Cartwright; wystąpił we wszystkich 430 odcinkach[1]
- Pernell Roberts – Adam Cartwright (w 1965 wycofał się z serialu); 201 odcinków
- Dan Blocker – Eric „Hoss” Cartwright (jego nagły zgon w 1972 spowodował zakończenie produkcji serialu); 415 odcinków
- Michael Landon – Joseph „Mały Joe” Cartwright; 428 odcinków

### Role drugoplanowe
- Victor Sen Yung – kucharz Hop Sing; udział w 107 odcinkach (w latach: 1959-73)[1]
- Mitch Vogel – Jamie Cartwright, adoptowany syn Bena Cartwrighta; 48 odcinków (1968-73)
- Guy Williams – Will Cartwright, kuzyn braci Cartwrightów; 5 odcinków (1964)
- Ray Teal – szeryf Roy Coffee; 98 odcinków (1960-72)
- Bing Russell – Clem Foster, zastępca szeryfa/szeryf; 57 odcinków (1961–72)
- David Canary – Candy Canaday; 91 odcinków (1967-73)
- Bill Clark – mieszkaniec Carson City/górnik; 140 odcinków (1959-73)
- Martha Manor – mieszkanka Carson City/dziewczyna w saloonie; 90 odcinków (1960-72)
- Bob Miles – mieszkaniec Carson City/kelner; 76 odcinków (1959–68)
- Grandon Rhodes – dr J.P. Martin/dr Rob Keefer; 26 odcinków (1960-67)
- Hal Burton – mieszkaniec Carson City/zastępca szeryfa; 24 odcinki (1965-73)
- Troy Melton – rewolwerowiec/bandyta; 23 odcinki (1959–1972)
- Bruno VeSota – barman/mieszkaniec Carson City; 21 odcinków (1961–68)
- Roy Engel – dr Paul Martin/dr Tolliver; 18 odcinków (1959-70)
- Harry Holcombe – dr J.P. Martin/dr Lewis; 16 odcinków (1969-72)
- Clint Sharp – woźnica/przewodnik; 16 odcinków (1960-68)
- Phil Chambers – właściciel sklepu/p. Amos; 15 odcinków (1962-69)
- Tim Matheson – Griff King; 15 odcinków (1972-73)
- Lane Bradford – pracownik Lash'a/Buck; 14 odcinków (1959–71)
- Robert Foulk – Clem Foster, zastępca szeryfa/szeryf; 13 odcinków (1960-68)
- Ken Mayer – Crusty/woźnica; 12 odcinków (1960-70)
- Bern Hoffman – barman Sam/Bernie; 12 odcinków (1963-71)
- Mike Ragan – Burkhart/górnik; 12 odcinków (1959-67)
- Henry Wills – złodziej/handlarz bydłem; 12 odcinków (1960-72)
- Bob Hoy – niski kowboj/górnik; 12 odcinków (1960-71)
- Raymond Guth – Bill Cooper/woźnica; 11 odcinków (1962-71)
- Lou Frizzell – Dusty Rhodes/dr Garibaldi; 11 odcinków (1968-71)
- Charles Maxwell – Billings/Krug; 10 odcinków (1959–71)
- Hal Baylor – Arch Stewart/Tom Cole; 10 odcinków (1960-71)
- Remo Pisani – barman/Joel Sawyer; 10 odcinków (1969-71)
- Ford Rainey – kpt. Arnholt/sędzia Wyllit; 9 odcinków (1961–71)
- Ken Lynch – górnik/zastępca szeryfa; 9 odcinków (1960-72)
- Stuart Nisbet – sierż. Hines/magazynier; 9 odcinków (1961–72)
- Norman Leavitt – pracownik stacji telegraficznej; 9 odcinków (1960-67)
- Denver Pyle – Ted Hackett/szeryf Ed; 8 odcinków (1961–72)
- Morgan Woodward – zastępca szeryfa Conley/szeryf Biggs; 8 odcinków (1960-71)
- Ted Gehring – kierownik poczty/Arch Tremayne; 8 odcinków (1968-72)
- Chubby Johnson – Toby Barker/Sam Sneden; 8 odcinków (1962-72)
- Dabbs Greer – prokurator/dr Dunkatt; 8 odcinków (1961–71)
- Ken Drake – zastępca szerfa, Jackson/Brave Pony; 8 odcinków (1960-69)
- Harlan Warde – adwokat G. Osgood/prokurator Monroe; 8 odcinków (1962-72)
- Clegg Hoyt – szeryf/Barney; 8 odcinków (1960-66)
- Dan White – stajenny/agent stacji pocztowej; 8 odcinków (1960-67)
- Gregory Walcott – kpt. J. Fenner/szeryf Crawley; 7 odcinków (1960-72)
- Robert B. Williams – recepcjonista w hotelu/Simpson; 7 odcinków (1959-67)
- Tol Avery – dr Moore/koroner; 7 odcinków (1962-70)
- Robert Brubaker – szeryf Henning/sędzia; 7 odcinków (1960-68)

### Role epizodyczne
W epizodach odcinków zagrali m.in.:
- Salvador Baguez – Joe (właściciel)/A. Garcia; 4 odcinki (1960-66)[1]
- Arthur Batanides – Spiro/Pablo; 2 odcinki (1960-61)
- James Best – szeryf V. Schaler/C. Reagan; 3 odcinki (1961–68)
- Veda Ann Borg – Beulah; 1 odcinek (1961)
- Walter Burke – T. O’Brien/J. Pierson; 3 odcinki (1961–72)
- Owen Bush – Billings/recepcjonista w hotelu; 6 odcinków (1961–72)
- Bonnie Bedelia – L. Mansfield/A. Harper; 2 odcinki (1969-72)
- James Coburn – P. Jessup/E. Trace; 3 odcinki (1959-62)
- Bruce Dern – C. Maco/Bayliss; 2 odcinki (1968-70)
- James Doohan – B. Collins/człowiek pułkownika; 2 odcinki (1962-63)
- Jack Elam – D. Hoad/B. Buckalew; 3 odcinki (1961-70)
- Mickey Finn – p. Miller; 1 odcinek (1961)
- Claude Hall – członek rodziny Hoad/N. Slocum; 2 odcinki (1961-66)
- Don C. Harvey – J. Hoad; 1 odcinek (1961)
- Theodore Lehmann – członek rodziny Hoad; 1 odcinek (1961)
- George J. Lewis – Jose Moreno; 1 odcinek (1959)
- Jack Mather – H. Turner/B. Hastings; 2 odcinki (1959–1961)
- Arnold Merrit – telegrafista Frank; 1 odcinek (1961)
- Carl Milletaire – doradca Harrisona; 1 odcinek (1961)
- Alex Montoya – Juan/C. Rodrigues; 2 odcinki (1961-63)
- Wynn Pearce – p. Johnson/J. Turner; 4 odcinki (1961-66)
- Ziva Rodann – M. Reagan; 1 odcinek (1961)
- John Saxon – S. Friday/Blas; 3 odcinki (1967-69)
- Frank Silvera – El Jefe/M. Ybarra; 2 odcinki (1961-64)
- Tom Skerritt – Jerry/kpr. Tanner; 2 odcinki (1964-73)
- Harry Dean Stanton – Bille/Stiles; 2 odcinki (1961-63)
- Steven Terrell – J. Kyle/B. Hurvey; 2 odcinki (1959–1961)
- Dan Tobin – sędzia wyścigu/Blakely; 4 odcinki (1961–72)
- Mary Treen – p. Shaughnessy/A. Wilson; 2 odcinki (1961-62)
- Katherine Warren – M. Hoad; 1 odcinek (1961)
- Howard Wendell – bankier/doradca Harrisona; 5 odcinków (1960-65)
- Ian Wolfe – E. Baxter/Amos; 4 odcinki (1960-65)
- Will Wright – M. Bailey/W. Reagan; 3 odcinki (1960-62)

## Emisja w Polsce

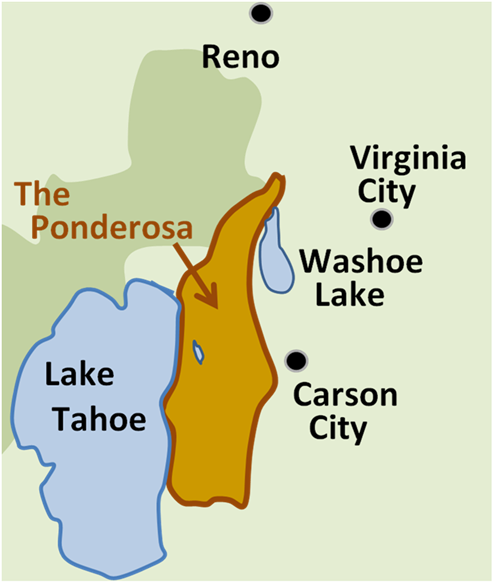
Mapa przedstawiająca fikcyjne ranczo Ponderosa niedaleko Virginia City – gospodarstwo rodziny Cartwrightów

W Polsce serial miał premierę w latach 60. i 70. w Programie 1 i był emitowany w weekendy po programie informacyjnym Dziennik Telewizyjny.
Emisje powtórne:
- Na początku lat 90. w wybranych oddziałach regionalnych TVP pokazywano Bonanzę nagrywaną z satelitarnej telewizji niemieckiej z dogranym polskim lektorem.
- W połowie lat 90. w TVP1 Bonanzę pokazywano w okołopołudniowym bloku Seriale wszech czasów.
- W latach 1998–1999 serial był pokazywany przez Polsat 2 w weekendy – początkowo o 8.00, potem o 9.00.
- W latach 2003–2004 serial emitowano w TV Puls w dni robocze o 14.00 i 18.00.
- Od 4 stycznia 2010 do 12 maja 2010 w dni robocze o 15.40 TVP1 wyemitowała pierwszą i drugą serię Bonanzy (66 odc.). Od 3 czerwca 2013 w dni robocze o 15.20 (od września od poniedziałku do czwartku o 15:45) emitowane były serie trzecia, czwarta i piąta (łącznie 102 odc.). Emisja zakończyła się 14 listopada 2013 odcinkiem 168 Walter i przestępcy.
- Od 4 czerwca 2011 serial zagościł na antenie TVS. Emisja w weekendy przed południem i w dni robocze po 15.00. W regularnej emisji serial był do końca sierpnia 2013. Ponownie pokazywany jest od początku 2015 roku.
- Od 7 sierpnia 2011 serial pokazywała stacja Filmbox. Do 26 lutego 2012 w niedziele o 12.00 (powtórki we wtorki o 19:50) pokazano w przypadkowej kolejności 28 odcinków pierwszej i drugiej serii – od 19 do 49 (oprócz 36, 43 i 48). Następnie odcinki te były regularnie powtarzane w rozmaitych cyklach i o różnych porach. Z końcem października 2013 zakończono pokazywanie serialu na tym kanale.
- Od 1 sierpnia 2017 serial pokazuje stacja FilmBox Action[3].

## Wydania VCD/DVD w Polsce
Wybrane odcinki pierwszej i drugiej serii wydane zostały w Polsce na płytach VCD i DVD. W latach 2007–2010 wydało je trzech dystrybutorów:
- 23 maja 2007 – GM Distribution. Sześć wydań w ramach serii Klasyka seriali. W każdym po jednej płycie DVD. Każda płyta z dwoma odcinkami. Łącznie ukazało się 12 odcinków (32 i 45, 46 i 47, 38 i 31, 26 i 42, 27 i 20 oraz 35 i 37). W takiej samej kolejności emisję prowadził kanał Filmbox.
- 16 kwietnia 2008 – Gaby International. Cztery wydania. W każdym po jednej płycie VCD. Każda płyta z jednym odcinkiem. Łącznie ukazały się 4 odcinki (30, 38, 25 i 20). Aktualnym dystrybutorem jest Monolith Video.
- 14 maja 2008 (I–IV), 22 kwietnia 2009 (V), 20 sierpnia 2009 (VI), 18 listopada 2009 (VII), 20 stycznia 2010 (VIII) – Demel. Osiem wydań. W każdym po jednej płycie DVD. Każda płyta z czterema odcinkami. Łącznie ukazały się 32 odcinki (w przypadkowej kolejności od 19 do 56 oprócz 24, 25, 28, 29, 30 i 32). Aktualnym dystrybutorem jest Monolith Video.

Ogółem oficjalnie na płytach wydano 35 odcinków o numerach 19–23, 25–27, 30–56.

## Lista odcinków
| Nr             | Polski tytuł                                                        | Angielski tytuł                   |
| -------------- | ------------------------------------------------------------------- | --------------------------------- |
|                |                                                                     |                                   |
| SERIA PIERWSZA |                                                                     |                                   |
|                |                                                                     |                                   |
| 1              | Róża dla Lotty                                                      | A Rose for Lotta                  |
|                |                                                                     |                                   |
| 2              |                                                                     | The Sun Mountain Herd             |
|                |                                                                     |                                   |
| 3              |                                                                     | The Newcomers                     |
|                |                                                                     |                                   |
| 4              | Wojna Pajutów                                                       | The Paiute War                    |
|                |                                                                     |                                   |
| 5              | Wschodzący Mark Twain                                               | Enter Mark Twain                  |
|                |                                                                     |                                   |
| 6              | Historia Julii Bulette                                              | The Julia Bulette Story           |
|                |                                                                     |                                   |
| 7              | Saga o Annie O’Toole                                                | The Saga of Annie O’Toole         |
|                |                                                                     |                                   |
| 8              | Historia Philipa Diedesheimera                                      | The Philip Diedesheimer Story     |
|                |                                                                     |                                   |
| 9              | Pan Henry Comstock                                                  | Mr. Henry Comstock                |
|                |                                                                     |                                   |
| 10             | Wspaniała Adah                                                      | The Magnificent Adah              |
|                |                                                                     |                                   |
| 11             |                                                                     | The Truckee Strip                 |
|                |                                                                     |                                   |
| 12             |                                                                     | The Hanging Posse                 |
|                |                                                                     |                                   |
| 13             | Vendetta                                                            | Vendetta                          |
|                |                                                                     |                                   |
| 14             | Siostry                                                             | The Sisters                       |
|                |                                                                     |                                   |
| 15             | Ostatnie polowanie                                                  | The Last Hunt                     |
|                |                                                                     |                                   |
| 16             | El Toro Grande                                                      | El Toro Grande                    |
|                |                                                                     |                                   |
| 17             | Trędowata                                                           | The Outcast                       |
|                |                                                                     |                                   |
| 18             | Dom podzielony                                                      | A House Divided                   |
|                |                                                                     |                                   |
| 19             | Rewolwerowcy                                                        | The Gunmen                        |
|                |                                                                     |                                   |
| 20             | Siewcy strachu / Strach na sprzedaż / Postrach miasta               | The Fear Merchants                |
|                |                                                                     |                                   |
| 21             | Z nadania hiszpańskiego króla / Hiszpańska księżniczka              | The Spanish Grant                 |
|                |                                                                     |                                   |
| 22             | Ziemia warta krwi / Ziemia obiecana                                 | Blood on the Land                 |
|                |                                                                     |                                   |
| 23             | Sprawiedliwość na pustyni / Sprawiedliwość pustkowi / Prawo pustyni | Desert Justice                    |
|                |                                                                     |                                   |
| 24             | Obcy                                                                | The Stranger                      |
|                |                                                                     |                                   |
| 25             | Ucieczka do Ponderosy                                               | Escape to Ponderosa               |
|                |                                                                     |                                   |
| 26             | Mściciel                                                            | The Avenger                       |
|                |                                                                     |                                   |
| 27             | Ostatnie trofeum                                                    | The Last Trophy                   |
|                |                                                                     |                                   |
| 28             | San Francisco                                                       | San Francisco                     |
|                |                                                                     |                                   |
| 29             | Strumień goryczy                                                    | Bitter Water                      |
|                |                                                                     |                                   |
| 30             | Niespełnione marzenie / Ojciec i syn                                | Feet of Clay                      |
|                |                                                                     |                                   |
| 31             | Urodzona pod złą gwiazdą / Mroczna gwiazda                          | Dark Star                         |
|                |                                                                     |                                   |
| 32             | Śmierć o świcie                                                     | Death at Dawn                     |
|                |                                                                     |                                   |
| SERIA DRUGA    |                                                                     |                                   |
|                |                                                                     |                                   |
| 33             | Próba sił / Ostateczna rozgrywka                                    | Showdown                          |
|                |                                                                     |                                   |
| 34             | Misja / Wyprawa                                                     | The Mission                       |
|                |                                                                     |                                   |
| 35             | Splamiona odznaka / Stróż bezprawia                                 | Badge Without Honor               |
|                |                                                                     |                                   |
| 36             | Młyn                                                                | The Mill                          |
|                |                                                                     |                                   |
| 37             | Niosący nadzieję / Wiara i nadzieja / Osadnicy                      | The Hopefuls                      |
|                |                                                                     |                                   |
| 38             | Denver McKee                                                        | Denver McKee                      |
|                |                                                                     |                                   |
| 39             | Dzień sądu / Dzień zapłaty                                          | Day of Reckoning                  |
|                |                                                                     |                                   |
| 40             | Porwanie                                                            | The Abduction                     |
|                |                                                                     |                                   |
| 41             | Drapieżniki / Polowanie                                             | Breed of Violence                 |
|                |                                                                     |                                   |
| 42             | Ostatni wiking                                                      | The Last Viking                   |
|                |                                                                     |                                   |
| 43             | Spęd bydła / Poganiacze                                             | The Trail Gang                    |
|                |                                                                     |                                   |
| 44             | Na pustkowiu / Dzikuska                                             | The Savage                        |
|                |                                                                     |                                   |
| 45             | Milczący krzyk / Cichy grom                                         | Silent Thunder                    |
|                |                                                                     |                                   |
| 46             | Małpa / Małpolud                                                    | The Ape                           |
|                |                                                                     |                                   |
| 47             | Zła krew / Więzy krwi                                               | The Blood Line                    |
|                |                                                                     |                                   |
| 48             | Zaloty                                                              | The Courtship                     |
|                |                                                                     |                                   |
| 49             | Płomień nienawiści / Zła jak osa / Złośnica                         | The Spitfire                      |
|                |                                                                     |                                   |
| 50             | Żona / Panna młoda                                                  | The Bride                         |
|                |                                                                     |                                   |
| 51             | Szturm na bank / Napad na bank                                      | Bank Run                          |
|                |                                                                     |                                   |
| 52             | Zbieg                                                               | The Fugitive                      |
|                |                                                                     |                                   |
| 53             | Zemsta                                                              | Vengeance                         |
|                |                                                                     |                                   |
| 54             | Poborca podatkowy                                                   | The Tax Collector                 |
|                |                                                                     |                                   |
| 55             | Na ratunek / Odsiecz                                                | The Rescue                        |
|                |                                                                     |                                   |
| 56             | Wrota szaleństwa / Bramy mroku                                      | The Dark Gate                     |
|                |                                                                     |                                   |
| 57             | Książę                                                              | The Duke                          |
|                |                                                                     |                                   |
| 58             | Krwawy szlak                                                        | Cutthroat Junction                |
|                |                                                                     |                                   |
| 59             | Prezent                                                             | The Gift                          |
|                |                                                                     |                                   |
| 60             | Rywal                                                               | The Rival                         |
|                |                                                                     |                                   |
| 61             | Piekielna machina                                                   | The Infernal Machine              |
|                |                                                                     |                                   |
| 62             | Oszustwo w Thunderhead                                              | The Thunderhead Swindle           |
|                |                                                                     |                                   |
| 63             | Sekret                                                              | The Secret                        |
|                |                                                                     |                                   |
| 64             | Na skrzydłach marzeń                                                | The Dream Riders                  |
|                |                                                                     |                                   |
| 65             | Ukochana Elizabeth                                                  | Elizabeth, My Love                |
|                |                                                                     |                                   |
| 66             | Sam Hill                                                            | Sam Hill                          |
|                |                                                                     |                                   |
| SERIA TRZECIA  |                                                                     |                                   |
|                |                                                                     |                                   |
| 67             | Człowiek z uśmiechem na twarzy                                      | The Smiler                        |
|                |                                                                     |                                   |
| 68             | Wiosna                                                              | Springtime                        |
|                |                                                                     |                                   |
| 69             | Honor Koczisa                                                       | The Honor of Cochise              |
|                |                                                                     |                                   |
| 70             | Dom, w którym zamieszkała samotność                                 | The Lonely House                  |
|                |                                                                     |                                   |
| 71             | Birmańskie cudo                                                     | The Burma Rarity                  |
|                |                                                                     |                                   |
| 72             | Niedokończona ballada                                               | Broken Ballad                     |
|                |                                                                     |                                   |
| 73             | Wiele twarzy Gideona Flincha                                        | The Many Faces of Gideon Flinch   |
|                |                                                                     |                                   |
| 74             | Przyjaźń                                                            | The Friendship                    |
|                |                                                                     |                                   |
| 75             | Hrabina                                                             | The Countess                      |
|                |                                                                     |                                   |
| 76             | Ujeżdżacz koni                                                      | The Horse Breaker                 |
|                |                                                                     |                                   |
| 77             | Dzień smoka                                                         | Day of the Dragon                 |
|                |                                                                     |                                   |
| 78             | Francuz                                                             | The Frenchman                     |
|                |                                                                     |                                   |
| 79             | Gwiazda szeryfa                                                     | The Tin Badge                     |
|                |                                                                     |                                   |
| 80             | Gabrielle                                                           | Gabrielle                         |
|                |                                                                     |                                   |
| 81             | Grabież ziemi                                                       | Land Grab                         |
|                |                                                                     |                                   |
| 82             | Czarujący nieznajomy                                                | The Tall Stranger                 |
|                |                                                                     |                                   |
| 83             | Dama z Baltimore                                                    | The Lady from Baltimore           |
|                |                                                                     |                                   |
| 84             | Długa droga                                                         | The Ride                          |
|                |                                                                     |                                   |
| 85             | Burza                                                               | The Storm                         |
|                |                                                                     |                                   |
| 86             | Powrót do domu                                                      | The Auld Sold                     |
|                |                                                                     |                                   |
| 87             | Źródło życia                                                        | Gift of Water                     |
|                |                                                                     |                                   |
| 88             | Scyzoryk                                                            | The Jackknife                     |
|                |                                                                     |                                   |
| 89             | Winny                                                               | The Guilty                        |
|                |                                                                     |                                   |
| 90             | Abigail Jones                                                       | The Wooing of Abigail Jones       |
|                |                                                                     |                                   |
| 91             | Szeryf                                                              | The Lawmaker                      |
|                |                                                                     |                                   |
| 92             | Podróż do gwiazd                                                    | Look to the Stars                 |
|                |                                                                     |                                   |
| 93             | Ryzyko                                                              | The Gamble                        |
|                |                                                                     |                                   |
| 94             | Ciężka próba                                                        | The Crucible                      |
|                |                                                                     |                                   |
| 95             | Inger, moja miłość                                                  | Inger, My Love                    |
|                |                                                                     |                                   |
| 96             | Błogosławieni, którzy niosą pokój                                   | Blessed Are They                  |
|                |                                                                     |                                   |
| 97             | Posag                                                               | The Dowry                         |
|                |                                                                     |                                   |
| 98             | Długa noc                                                           | The Long Night                    |
|                |                                                                     |                                   |
| 99             | Dziewczyna gór                                                      | The Mountain Girl                 |
|                |                                                                     |                                   |
| 100            | Cudotwórca                                                          | The Miracle Maker                 |
|                |                                                                     |                                   |
| SERIA CZWARTA  |                                                                     |                                   |
|                |                                                                     |                                   |
| 101            | Syn pierworodny                                                     | The First Born                    |
|                |                                                                     |                                   |
| 102            | W poszukiwaniu własnej drogi                                        | The Quest                         |
|                |                                                                     |                                   |
| 103            | Artysta                                                             | The Artist                        |
|                |                                                                     |                                   |
| 104            | Skazany na śmierć w upalny dzień                                    | A Hot Day for a Hanging           |
|                |                                                                     |                                   |
| 105            | Dezerter                                                            | The Deserter                      |
|                |                                                                     |                                   |
| 106            | W drodze                                                            | The Way Station                   |
|                |                                                                     |                                   |
| 107            | Wojna nadeszła do Nevady                                            | The War Comes to Washoe           |
|                |                                                                     |                                   |
| 108            | Szlachetny rycerz                                                   | Knight Errant                     |
|                |                                                                     |                                   |
| 109            | Nowe życie                                                          | The Beginning                     |
|                |                                                                     |                                   |
| 110            | Śmiertelna walka                                                    | The Deadly Ones                   |
|                |                                                                     |                                   |
| 111            | Synowie Galaghera                                                   | Gallagher’s Sons                  |
|                |                                                                     |                                   |
| 112            | Decyzja                                                             | The Decision                      |
|                |                                                                     |                                   |
| 113            | Dobry Samarytanin                                                   | The Good Samaritan                |
|                |                                                                     |                                   |
| 114            | Ława przysięgłych                                                   | The Jury                          |
|                |                                                                     |                                   |
| 115            | Pułkownik                                                           | The Colonel                       |
|                |                                                                     |                                   |
| 116            | Pieśń w ciemności                                                   | Song in the Dark                  |
|                |                                                                     |                                   |
| 117            | Opowieść o zbrodni                                                  | Elegy for a Hangman               |
|                |                                                                     |                                   |
| 118            | Człowiek z gór                                                      | Half a Rogue                      |
|                |                                                                     |                                   |
| 119            | Wizyta u fryzjera                                                   | The Last Haircut                  |
|                |                                                                     |                                   |
| 120            | Najdroższa Marie                                                    | Marie, My Love                    |
|                |                                                                     |                                   |
| 121            | Darmozjad                                                           | The Hayburner                     |
|                |                                                                     |                                   |
| 122            | Aktorka                                                             | The Actress                       |
|                |                                                                     |                                   |
| 123            | Nieznajomy                                                          | A Stranger Passed This Way        |
|                |                                                                     |                                   |
| 124            | Córka Aarona                                                        | The Way of Aaron                  |
|                |                                                                     |                                   |
| 125            | Upadła kobieta                                                      | A Woman Lost                      |
|                |                                                                     |                                   |
| 126            | Przyjaciel Waltera                                                  | Any Friend of Walter’s            |
|                |                                                                     |                                   |
| 127            | Lustrzane odbicie                                                   | Mirror of a Man                   |
|                |                                                                     |                                   |
| 128            | Opiekunka mojego brata                                              | My Brother’s Keeper               |
|                |                                                                     |                                   |
| 129            | Śmierć na pustyni                                                   | Five into the Wind                |
|                |                                                                     |                                   |
| 130            | Opowieść o Whizzerze McGee                                          | The Saga of Whizzer McGee         |
|                |                                                                     |                                   |
| 131            | Eksplozja                                                           | Thunder Man                       |
|                |                                                                     |                                   |
| 132            | Niespodziewane bogactwo                                             | Rich Man, Poor Man                |
|                |                                                                     |                                   |
| 133            | Boss                                                                | The Boss                          |
|                |                                                                     |                                   |
| 134            | Mały wielki człowiek                                                | Little Man – Ten Feet Tall        |
|                |                                                                     |                                   |
| SERIA PIĄTA    |                                                                     |                                   |
|                |                                                                     |                                   |
| 135            | Piękność z San Francisco                                            | She Walks in Beauty               |
| 136            | W imię sprawiedliwości                                              | A Passion for Justice             |
| 137            | Zaklinacz deszczu                                                   | Rain From Heaven                  |
| 138            | Miasto widmo                                                        | Twilight Town                     |
| 139            | Nierówna walka                                                      | The Toy Soldier                   |
| 140            | Siła charakteru                                                     | A Question of Strength            |
| 141            | Niespodziewani goście                                               | Calamity over the Comstock        |
| 142            | Pamiętna podróż                                                     | Journey Remembered                |
| 143            | Miłosierdzie                                                        | Quality of Mercy                  |
| 144            | Odpowiednia chwila                                                  | The Waiting Game                  |
| 145            | Właściwa decyzja                                                    | The Legacy                        |
| 146            | Hoss i krasnale                                                     | Hoss and the Leprechauns          |
| 147            | Odpoczynek                                                          | The Prime of Life                 |
| 148            | Oskarżona Lila Conrad                                               | The Lila Conrad Story             |
| 149            | Korrida w Ponderosie                                                | Ponderosa Matador                 |
| 150            | Mój syn                                                             | My son, my son                    |
| 151            | Fałszywy Joe Cartwright                                             | Alias Joe Cartwright              |
| 152            | Gentleman z Nowego Orleanu                                          | The Gentleman from New Orleans    |
| 153            | Oszustwo                                                            | The Cheating Game                 |
| 154            | Przypadkowa narzeczona                                              | Bullet for a Bride                |
| 155            | Król gór                                                            | King of the Mountain              |
| 156            | Nie kochaj mnie                                                     | Love me not                       |
| 157            | Szczera prawda                                                      | The Pure Truth                    |
| 158            | Prawdziwy mężczyzna                                                 | No Less a Man                     |
| 159            | Sprawa honoru                                                       | Return to Honor                   |
| 160            | Historia Muleya Jonesa                                              | The Saga of Muley Jones           |
| 161            | Atak na Ponderosę                                                   | The Roper                         |
| 162            | Różowa chmurka                                                      | A Pink Cloud Comes From Old Katay |
| 163            | Towarzysze broni                                                    | The Companeros                    |
| 164            | Sławny Thomas Bowers                                                | Enter Thomas Bowers               |
| 165            | Mroczna przeszłość                                                  | The Dark Past                     |
| 166            | Sprytny plan                                                        | The Pressure Game                 |
| 167            | Trójkąt                                                             | Triangle                          |
| 168            | Walter i przestępcy                                                 | Walter and the Outlaws            |